# Prospeolepta brevicubita
Prospeolepta brevicubita är en tvåvingeart som beskrevs av Blagoderov 2000. Prospeolepta brevicubita ingår i släktet Prospeolepta och familjen svampmyggor.
Artens utbredningsområde är Mongoliet. Inga underarter finns listade i Catalogue of Life.